# Marche-les-Dames
Marche-les-Dames (wa. Måtche-les-Dames) – dzielnica (section) miasta Namur w Belgii, w Regionie Walońskim, w prowincji Namur, w okręgu Namur. 1 stycznia 2020 roku liczyła 1000 mieszkańców. Do 31 grudnia 1976 r. samodzielna gmina. Leży nad rzekami Sambrą i Mozą.  

## Demografia
Liczba mieszkańców, stan na 1 stycznia:
| Rok                | 1930 | 1947 | 1961 | 2020 |
| ------------------ | ---- | ---- | ---- | ---- |
| Liczba mieszkańców | 1040 | 1125 | 998  | 1000 |